# Manuel Clavero Muga
José Manuel Sixto Clavero Muga (Lima, Perú, 1 de abril de 1879-Loreto, Perú, 12 de agosto de 1911) fue un marino militar peruano, y capitán de corbeta de la Marina de Guerra del Perú. Durante las tensiones bélicas que precedieron a la guerra colombo-peruana, se distinguió en el conflicto de La Pedrera, al mando del cañonero fluvial América. Clavero logró que se pudiera capturar la posición colombiana.
A su regreso a Iquitos, enfermó de paludismo y falleció poco después, en agosto de 1911.
Es considerado héroe de la Amazonía Peruana.

## Biografía

### Primeros años
Clavero nació en Lima el 1 de abril de 1879, entre las crecientes tensiones con Chile que terminarían en la declaratoria de guerra al Perú. Fue bautizado quince días después como José Manuel Sixto Clavero Muga. Su padre, José Guilfrido Clavero Iglesias (1849), trabajó durante varios años como funcionario del Ministerio de Relaciones Exteriores y en el Tribunal Mayor de Cuentas, dedicándose posteriormente al comercio y a escribir diversos libros relacionados con la historia y a la demografía del siglo XIX. Su madre, Jacinta Muga Romero, era una ama de casa descendiente de una distinguida familia lambayecana. Clavero fue el único hijo varón del matrimonio y creció junto a sus seis hermanas. Años más tarde, tras el fallecimiento de su madre en 1904, su padre contrajo segundas nupcias con Sofía Pastrana Gutiérrez, con la cual tuvo a Sofía Noemí.
Clavero hizo sus estudios en los colegios Instituto Peruano-Inglés y luego en el Liceo Internacional, ambos de la capital. En junio de 1897 su padre elevó una solicitud al Director de la Escuela Militar Preparatoria y Naval, para que su hijo Manuel, de dieciocho años, fuese admitido en ese centro de instrucción para que, según deseo expreso de su progenitor, siguiese la carrera de marino de la Armada Nacional. El postulante Clavero fue admitido el 12 de abril de 1898.
Se graduó como guardiamarina el 3 de febrero de 1902, en la Escuela Naval. El 1 de febrero de 1905, el guardiamarina Clavero fue ascendido a alférez de fragata por decreto supremo del gobierno de José Pardo.
Al año siguiente, 1906, el alférez de fragata Manuel Clavero es nombrado como instructor de Hidrografía y Maniobra en la Escuela Naval, cargo que ejerce hasta inicios de 1908, en que es destinado al transporte Iquitos, unidad designada como nueva sede de la Escuela Naval en reemplazo del pontón Perú, cuyas precarias condiciones de flotabilidad ponían en riesgo la seguridad de los alumnos. En dicho buque, Clavero sirvió a las órdenes del entonces capitán de fragata Ernesto Caballero y Lastres.

### Conflicto de la Pedrera
En diciembre de 1909, Manuel Clavero, entonces teniente primero, es nombrado comandante del cañonero América, unidad fluvial construida en Gran Bretaña cinco años antes y que servía en la Amazonía peruana desde inicios de 1906. El Teniente Clavero se traslada a Loreto para tomar posición de su primer y fatalmente único comando.
Durante casi dos años, Clavero exploró los ríos Marañón, Napo y Cururay, como anota el comandante Ortiz Sotelo, levantando planos, determinando latitudes y efectuando apuntes sobre la región amazónica. A principios de 1911, el comandante del América recibió la orden de hacer dos viajes más a los ríos Pachitea y Putumayo, que se extenderían a los ríos Igaraparaná y Caraparaná. En aquellas aguas tan distantes de la civilización, el América iba en busca de tropas colombianas que, según se había informado, habrían ocupado territorio nacional.
Para el 28 de junio de 1911, el cañonero fluvial América, comandado por el teniente Clavero, retorna de sus viajes por el Putumayo y se suma a otras embarcaciones como Loreto, Tarapoto y Estefita, que se encontraban listas para iniciar la Expedición Reivindicadora del Caquetá, al mando del comandante y futuro presidente, Óscar R. Benavides. Emprendido el viaje, éste se vio retrasado por las pésimas condiciones en las que se encontraba el América, única embarcación armada; pese a ello, la expedición continuó hasta llegar el 8 de julio al Avati-Paraná en las bocas del Yapurá, continuando la búsqueda de las tropas colombianas. Una vez alcanzadas, empezaron las dificultades. La distribución y el atrincheramiento de las fuerzas al mando de Gamboa hacían casi improbable el paso del convoy peruano. Ante la negativa colombiana para la desocupación del territorio y vencido el plazo que le otorgara el comandante Benavides, quien se hallaba a bordo del cañonero Loreto; a través de un documento conminó a los colombianos para que se retiraran a su país en forma pacífica y desocuparan lo que no les pertenecía. Dada la negativa del invasor, el 10 de julio se inició la acción naval.
Aprovechando la espesura selvática, durante los tres primeros días se produjeron bajas a bordo, debido a los ataques realizados por las tropas colombianas. A pesar de ello, el 12 de julio los buques peruanos lograron desembarcar sus tropas en tierra. Cuando los soldados peruanos irrumpieron en la selva, no encontraron resistencia alguna, ya que la guarnición colombiana se había retirado presurosa, dejando pertrechos y material de guerra abandonados. Tras la inmediata batida se logró capturar algunos prisioneros, entre ellos el general Valencia, Jefe del Estado Mayor de Gamboa. Cabe precisar que el combate de La Pedrera, que duró tres días, fue una acción conjunta victoriosa de las fuerzas Armadas de la época, en la que tuvo una destacada actuación el América bajo el mando de su comandante, el teniente Clavero, que luchó con valor y maniobró adecuadamente su unidad para permitir que se cumpla uno de los principios del empleo del poder naval, es decir, su proyección hacia tierra.
El 16 de julio, el América, perforado en mil partes por las balas enemigas, comenzó su retorno victorioso a Iquitos conduciendo a este lugar a los heridos de mayor gravedad. Su llegada fue apoteósica, logrando congregar a toda la población para recibirla y aplaudir a sus heroicos tripulantes. Sin embargo, traía la muerte en sus entrañas. Marcados por un sino fatal, uno a uno fueron cayendo sus tripulantes, entre ellos Clavero, quien murió en Iquitos el 12 de agosto. El diario Oriente de Iquitos resumió el sentimiento de la población por este hecho en un artículo publicado tras conocerse de su fallecimiento en este estado .

Ha muerto Clavero. Las cuatrocientas balas que atravesaron su nave capitana respetaron su cuerpo erguido siempre en el peligro y la muerte, y una fiebre maligna, adquirida en el mismo teatro de esa epopeya gloriosa, nos lo aniquila y arrebata. Era demasiado valiente para que le vencieran sus enemigos y lo venció la naturaleza. Su vida, cien veces adorada y bendita, se pierde para nuestra escuadra, se pierde para la familia y la sociedad, pero, como un jalón de luz junto con los que regaron con su sangre la cubierta de su nave, se ha ido a clavar en la frontera marcando la soberanía. No quiso morir en ese río lejano envenenado por la usurpación, porque quiso ser el mensajero de nuestras glorias. Modesto como es el verdadero valor, no vino a recoger los laureles del triunfo; vino a morir en nuestros brazos.
Artículo del 13/08/1911 publicado en el diario Oriente de Iquitos

Manuel Clavero antes de luchar en La Pedrera era ya capitán de corbeta graduado, es decir, estaba expedito para ostentar ese grado en espera de recibir la plaza correspondiente, la misma que debía obtener al hacerse efectivo el grado. Según el diario El Comercio en la edición de la tarde del 31 de julio de 1911, el Ministro de Guerra y Marina ascendió a la clase de capitán de corbeta al graduado Manuel Clavero ese mismo día. Sin embargo, este ascenso no se encontró consignado en su legajo personal.
Años más tarde, en 1933, se colocó un busto suyo en la Plaza Victoria de Iquitos. Posteriormente, en 1964 la Marina de Guerra del Perú dio el nombre de Teniente Clavero a su Liceo Naval de Ventanilla.